# ロデオドライブ

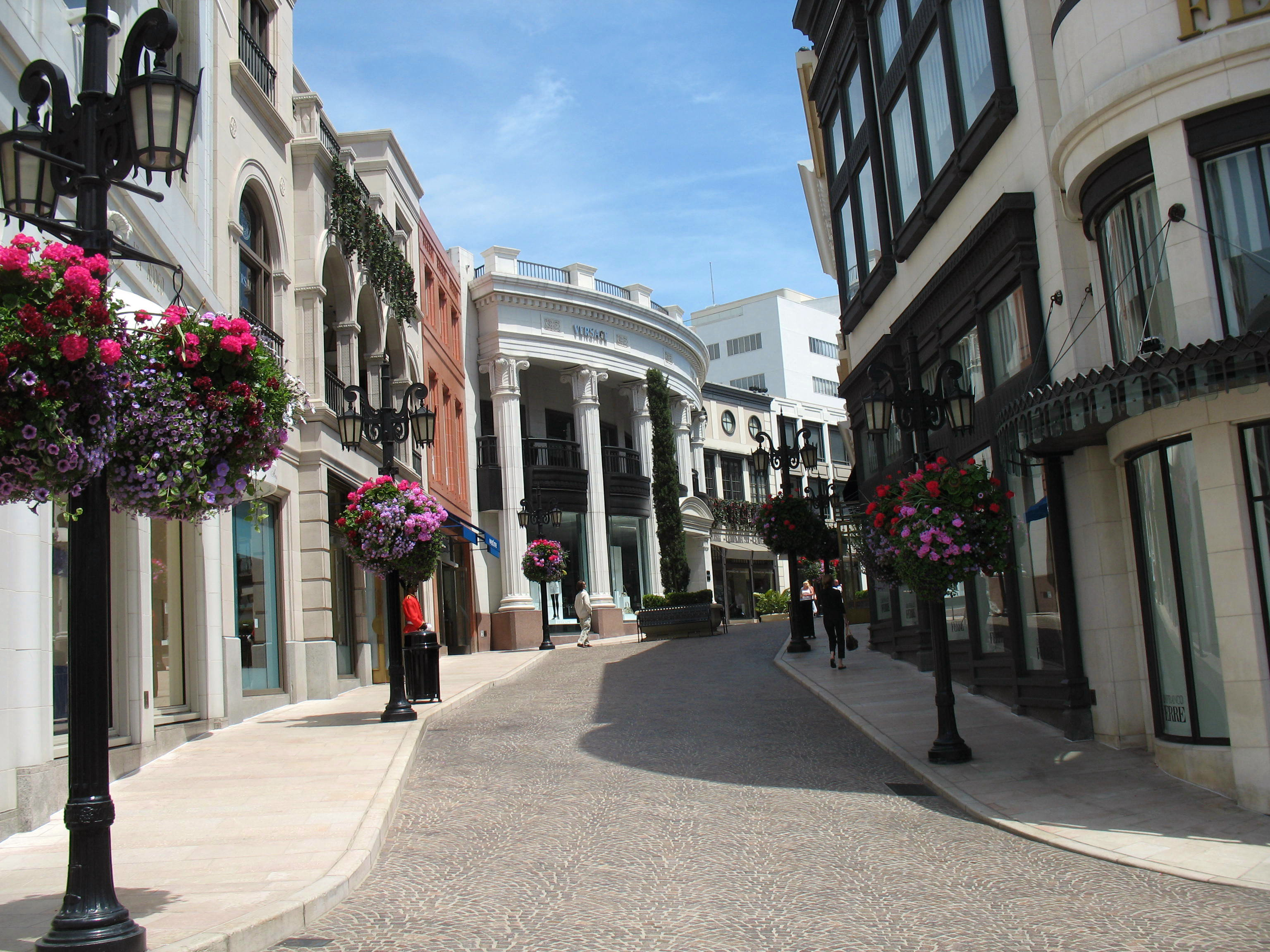
ロデオドライブの一角のヨーロッパ風のショッピング街

ロデオドライブ（Rodeo Drive、[roʊˈdeɪ.oʊ]）とは、アメリカ合衆国カリフォルニア州ロサンゼルスにある高級住宅街として世界にその名を知られている「ビバリーヒルズ」内にある高級ショッピングストリート。ロサンゼルスの南部に位置する。
北はサンタモニカブルーバードから南はウィルシャーブルーバードまでの約4ブロック（約500m）にショップやギャラリー、レストランなど約50店舗が軒を連ねており、特にリトル・サンタモニカ・ブールバードからウィルシャー・ブールバードまでの3ブロックを指す。
主なショップは、プラダやグッチ、フェンディ、ディオール、ルイ・ヴィトン、カルティエ、ティファニーなど。ロデオドライブを含むビバリーヒルズ周辺はショッピングスポットとしても人気のスポットになっている。